# ناقلة النفط إم تي هيفن
إم تي هيفن: (بالإنجليزية: MT Haven)‏ ناقلة النفط العملاقة، أموكو ميلفورد هيفن (Amoco Milford Haven) سابقاً، كانت مؤجرة لشركة ترودوس. وفي عام 1991 وأثناء نقلها لما يقارب من 144,000 طن من النفط الخام، أي ما يعادل مليون برميل من النفط، انفجرت السفينة، واشتعلت فيها النيران، وغرقة قبالة سواحل جنوة في إيطاليا، قتل على أثر ذلك ستة رجال من أفراد الطاقم القبرصي، وتسرب ما يقرب من 50,000 طن من النفط الخام في مياه البحر الأبيض المتوسط ، بعد أن انقسمت السفينة إلى جزأين، واستمر الحريق لمدة ثلاثة أيام، كما بقيت سواحل إيطاليا وفرنسا ملوثة على مدى 12 عاماً بعد الحادثة.

## تاريخ السفينة
بُنيت أموكو ميلفورد هيفن بواسطة شركة Astilleros Españoles SA في قادس في إسبانيا، وهي السفينة التوأم لأموكو كاديس، والتي غرقت في عام 1987. أطلقت في عام 1973 ، وعملت على مختلف طرق نقل النفط الخام في الخليج والشرق الأوسط، وفي عام 1987 أصيبت بصاروخ في الخليج العربي أثناء الحرب بين العراق وإيران، وقد أعيد تجهيزها بشكل كامل في سنغافورة، ثم بيعت لشركة ترودوس عن طريق السماسرة، ثم انطلقت من جزيرة خرج الإيرانية إلى البحر المتوسط.

## حادث الغرق
في 11 أبريل 1991 ، أفرغت أموكو ميلفورد هيفن حملتها ال 230,000 طن من النفط الخام في محطة مولتيدو العائمة (Multedo)، التي تبعد سبعة أميال عن سواحل مدينة جنوة الإيطالية، وبعد نقل 80,000 طن من النفط انفصلت عن المنصة لعملية النقل الداخلي الروتينية، للسماح بضخ النفط من الجانبين إلى المركز.
وفي شهادة لاحقة قال موظف أول دونيت ليلز (Donatos Lilis): «سمعت ضوضاء عالية جداً، مثل القضبان الحديدية ضرب بعضها بعضاً، وربما قد كسر غطاء المضخة، ثم كان هناك انفجار مروع». توفي خمسة أفراد من الطاقم على الفور، كما اندلعت النيران في السفينة والنفط الذي تدفق إلى البحر، وارتفعت ألسنة اللهب لأكثر من 100 متر في السماء، ثم حدثت سلسلة من الانفجارات وتسرب أكثر من 40,000 - 30,000 طن من النفط.
تصرفت السلطات الإيطالية على الفور، وتحرك المئات من الرجال لمحاربة النيران، وتم توزيع أكثر من ستة أميال من الحواجز حول السفينة للحد من انتشار النفط، وفي اليوم التالي كانت السفينة على مقربة من السواحل لسحبها، في محاولة للحد من المنطقة الساحلية المتأثرة، وجعل التدخل أسهل، تم تمرير كبل الصلب في جميع أنحاء الدفة والقاطرات، لتطبيق ضغط السحب، ولكن سرعان ما اتضح أن السفينة قد كسرت إحدى عوارضها، وانقسمت وغرق القسم الأول (450 متر)، وفي 14 أبريل غرق القسم الثاني الرئيسي (250 متر) على بعد ميل ونصف من الساحل بين أرازونا وفارازي (مدينتين إيطاليتين).

## حطام السفينة

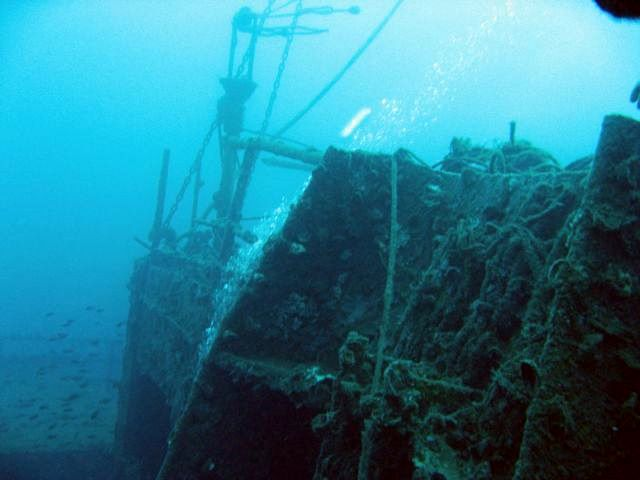

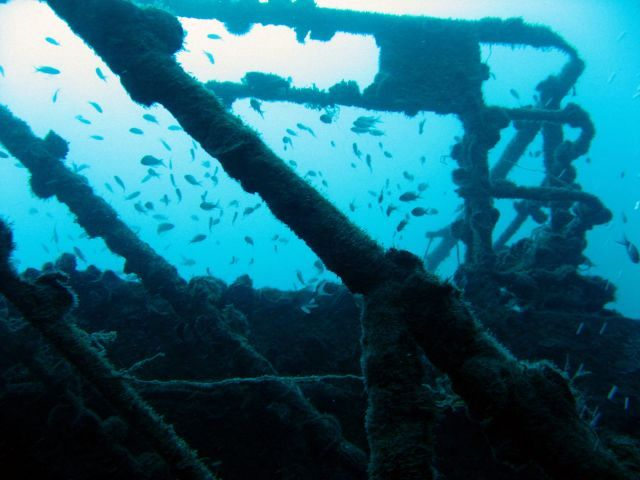

بعد أن أعلن أن الحطام آمن، عثرت الغواصات على مؤخرة السفينة غند نتوء صخري، ولحسن الحظ لم يكن من الصعب فتح ثقب جديد في هيكل السفينة، والوصول إلى البقية الراكدة في زاوية قاع البحر الرملي.

وذكر أن معظم النفط الخام المتبقي والذي يقدر بـ 80,000 طن قد احترق أو بقي على السطح، وتم شفط معظمه لاحقاً، أما ما بقي في الأسفل فقد كان في حالة صلبة.

وعلى مدى 12 سنة لاحقة كانت سواحل إيطاليا وجنوب فرنسا ملوثة بالنفط.

ويعد حطام أموكو ميلفورد هيفن أكبر حطام لسفينة في البحر الأبيض المتوسط، ويقع على عمق 33 - 83 متر قبالة سواحل جنوة، ويعد أيضاً من المعالم السياحية الشهيرة لجذب الغواصين.

## الحالة القضائية

### الخلفية والإدعاءات
في وسط القضية كان الإدعاء على مالكي الشركة بأنهم أبقو السفينة تعمل رغم حالتها السيئة، فقد كانت قد أصيبت بصاروخ أثناء الحرب يبن العراق وإيران، وكان ينبغي ألا تعاد للعمل. وعلى أثر ذلك طالب الإدعاء بعقوبة سبع سنوات سجن لمالكي الشركة بتهمة القتل غير العمد.

### الإتهامات
واجه مالكو الشركة تهماً بقتل ستة أشخاص بغير عمد، والابتزاز والوعيد ومحاولة رشوة الشهود، ونفي التهم والدفع بأنه غير مذنب.

### النتيجة
تم تبرئة مالكي الشركة بعد ثلاث محاكمات، كانت الأخيرة عام 2002 وذلك رغم الإتهامات والأدلة الدامغة، ولحق ذلك مطالبات بتعويضات. ونقلت الصحف عن مالك الشركة قوله: «تعليقي الرئيسي هو أن نسأل لماذا استغرق هذا الوقت الطويل لتبرئة أناس أبرياء من هذه التهم الفظيعة».

## ردود الفعل
قال وكيل وزارة البيئة الإيطالية: أنه كان متوتراً كثيراً من الحكم، وقال: «الضحايا، والأقارب، والبيئة البحرية التي تعرضت لأضرار بالغة تركوا بدون أجوبة».

وقال رئيس الصندوق العالمي للحياة البرية؛ الإيطالي غرتسيا فرانسيسكوت (Grazia Francescato) في بيان له: «أن سلوك مالك الشركة المتهم كان مقرفاً، ولفتني وجه الشبه مع كارثة الأمير موبي، التي لا علاقة لها بالتصادم الذي أودى بحياة 140 شخصاً كانوا على متن إحدى العبارات قرب مدينة ليفورنو وتبرئة أربع رجال من تهمة القتل غير العمد». 

وصف اتحاد ضباط التجار التبرئة بأنها «كئيبة» وهو شعور عبر عنه الاتحاد الدولي لعمال النقل، كما قال اندرو لنينجتو (Andrew Linington)، رئيس الاتصالات في نوماست (NUMAST): تحل المشاكل فقط من خلال جعل أصحاب السفن مسؤولين عن حالة السفن الخاضعة لسيطرتم وإيقاف السفن دون المستوى المطلوب. كما قال: «وحتى عندما كانت السفن مرتبطة بشكل واضح مع أصحابها لم تتخذ أي إجراءات ضد السفينة التي لم تستوف المعايير المقبولة».

## روابط خارجية
- الموقع الإيطالي عن المأساة Italian site about the tragedy
- أخبار قبرص المدينة Cyprus News Item
- حطام هيفن في Wreck of the Haven at www.relitti.it